# Isonychus albicinctus
Isonychus albicinctus är en skalbaggsart som beskrevs av Mannerheim 1829. Isonychus albicinctus ingår i släktet Isonychus och familjen Melolonthidae. Inga underarter finns listade i Catalogue of Life.